# Crantenoy
Crantenoy é uma comuna francesa na região administrativa de Grande Leste, no departamento de Meurthe-et-Moselle. Estende-se por uma área de 5,28 km². Em 2010 a comuna tinha 158 habitantes (densidade: 29,9 hab./km²).